# Fun Factory (Unternehmen)
Das Unternehmen Fun Factory war nach eigenen Angaben einer der größten europäischen Hersteller von Erotikspielzeug aus Silikon. Das Unternehmen hatte seinen Sitz in Bremen und vertrieb seine Vibratoren, Dildos, Butt Plugs, Liebeskugeln und Menstruationstassen weltweit. Es war in den USA mit einem Tochterunternehmen präsent, welches für den Vertrieb in Nordamerika zuständig war.

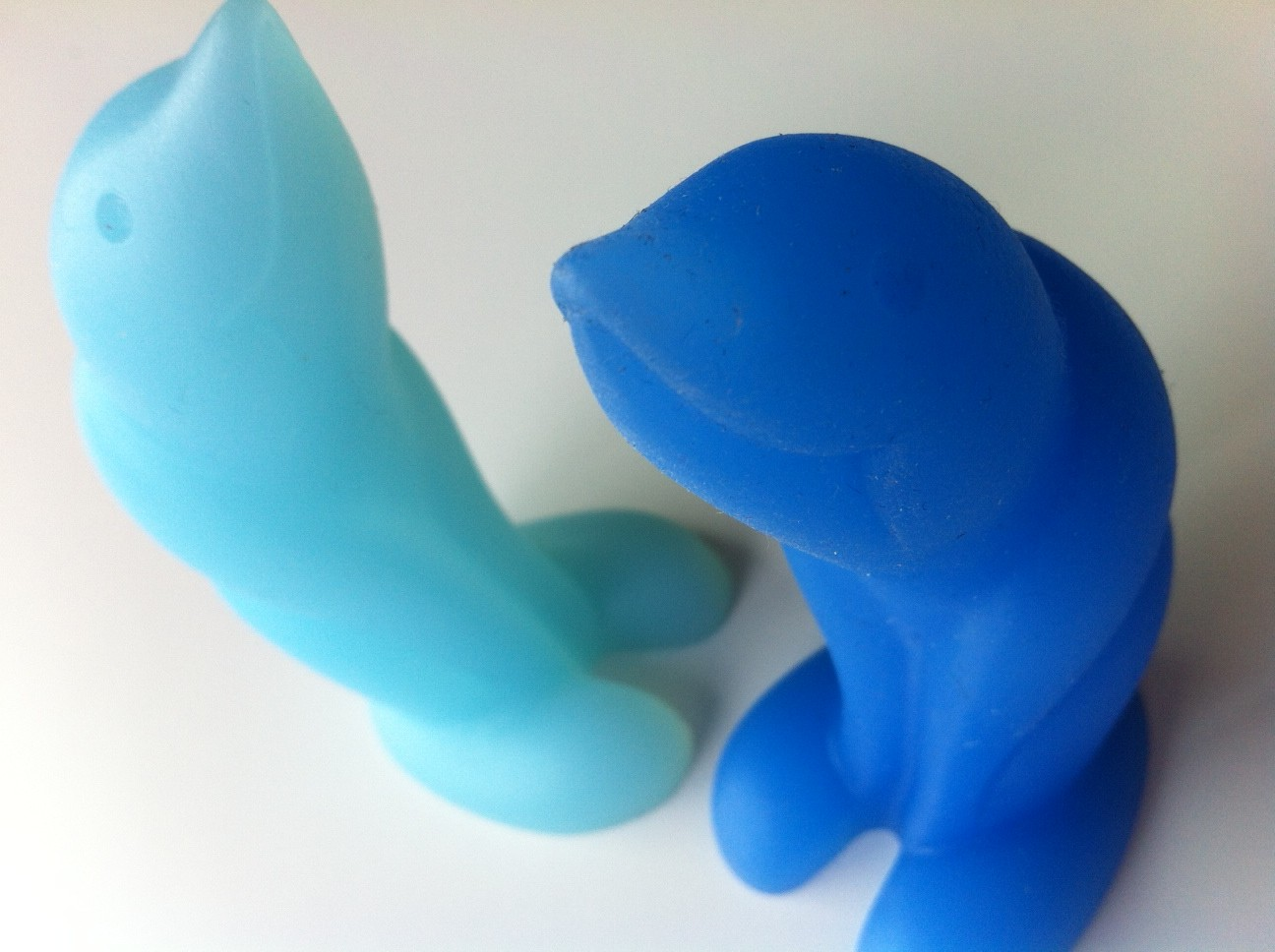
Der erste Dildo der Fun Factory: Paddy Pinguin

## Geschichte
Die Fun Factory GmbH wurde 1995 von Dirk Bauer und Michael Pahl initiiert und 1996 offiziell gegründet. Hintergrund für die Gründung war, dass es nach Ansicht der Firmengründer zu dieser Zeit auf dem Markt für Frauen kein anspruchsvolles und qualitativ hochwertiges Erotikspielzeug gab. Insbesondere das Material war ein wichtiger Punkt bei den Überlegungen. Am Küchentisch entstand aus Knetmasse die Vorlage für den ersten Dildo, der die Form eines Pinguins hatte und bis heute verkauft wird. Alle Dildos entstanden anfänglich als Einzelstücke, kurze Zeit später wurden sie mit einem Motor ausgestattet. Der erste Vibrator des Unternehmens hatte die Form eines Delfins. Aufgrund der großen Nachfrage und der Entwicklung neuer sowie Weiterentwicklung alter Produkte wuchs das Unternehmen rasant. Bis 2024 wurden von der ersten Idee bis zur endgültigen Produktion alle Produkte in Bremen gefertigt und in alle Welt versandt. Im Jahr 2003 wurde ein Tochterunternehmen in den USA gegründet. Per 1. Oktober 2024 wurden die Marken der Fun Factory GmbH verkauft und der Geschäftsbetrieb eingestellt. Das Unternehmen firmiert nun als Weservis GmbH und vermarktet seine ehemalige Gewerbeimmobilie in Bremen.

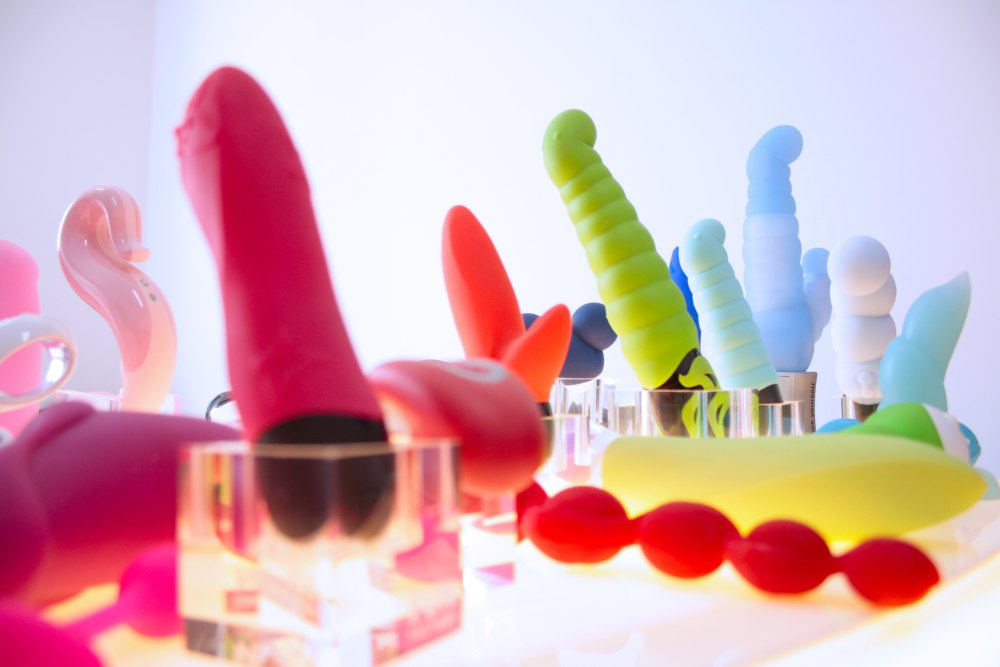
Verschiedene Sexspielzeuge von Fun Factory

## Design
Das Unternehmen versuchte, sich auch in der  Design- und Formgebung vom restlichen Erotikspielzeug-Markt abzusetzen. Penis-Formen (z. B. The Boss) ergänzen inzwischen das Sortiment, neben Toys in bunten Farben und Formen. Der Vibrator mit dem Namen Dolly Dolphin (hieß zuvor Flipper) ist einem Delfin nachempfunden. Während der Covid-19-Pandemie veröffentlichte das Unternehmen ein Erotikspielzeug unter den Namen BE·ONE zum selber bauen.

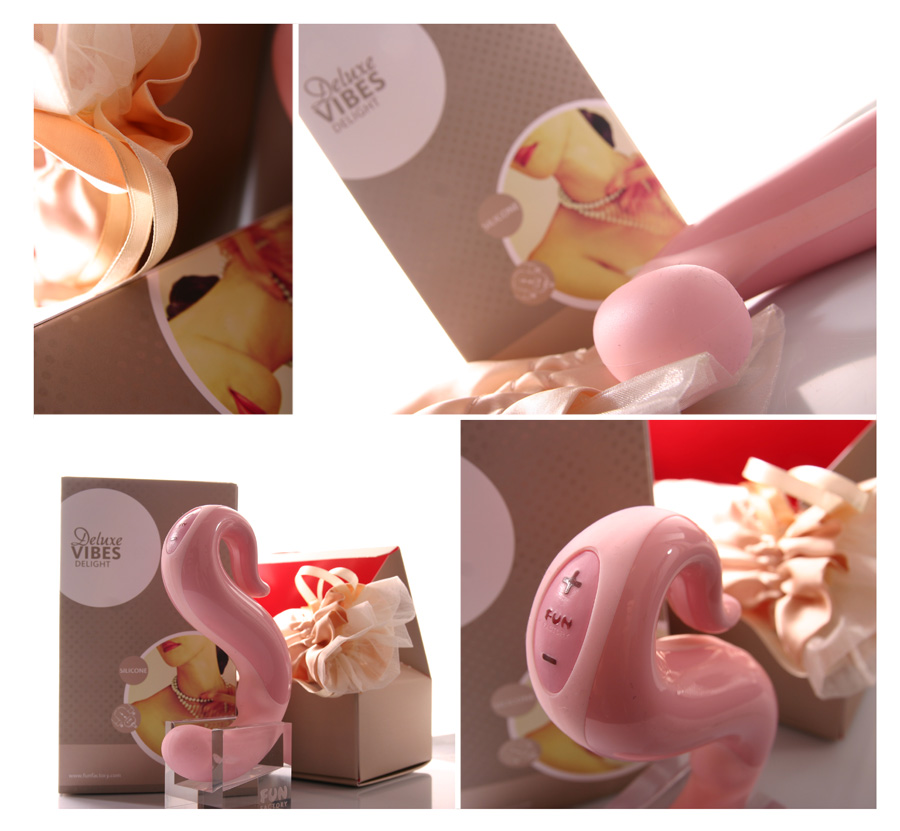
Vibrator DeLight

## Auszeichnungen
Zahlreiche Kreationen des Unternehmens wurden mit öffentlichen Preisen bedacht. So erhielt das Unternehmen für seinen Vibrator DeLight als erstes Erotikspielzeug überhaupt den Red Dot Design Award 2008. Im gleichen Jahr gab es auch eine Auszeichnung beim XBIZ Award.
Aber auch für zahlreiche andere Kreationen wurde Fun Factory mit Designpreisen ausgezeichnet. Ebenso gab es in den Jahren 2012 (2×) und 2013 weitere Auszeichnungen beim XBIZ Award.

## Material und Gesundheit
Als einer der ersten Hersteller setzte Fun Factory bei seinen Produkten von Anfang an auf die Werkstoffe Silikon und Elastomer. Im Gegensatz zu gängigen Kunststoffen anderer Hersteller ist das vom Unternehmen verwendete Silikon frei von Weichmachern und Lösungsmitteln und gilt als gesundheitlich unbedenklich. Dies wurde unter anderem in Tests der Zeitschrift Öko-Test bestätigt. Materialien wie Holz werden von Fun Factory nicht eingesetzt.